# イエローダック
イエローダック（YELLOW DUCK）は日本のロックバンド。

## 概要
劇団員の仲間だった江戸川みちおらと共に1988年に結成し、原宿の歩行者天国（ホコ天バンド）にて活動する。当時バンドブームの真っ只中であり、1989年5月6日放送の『三宅裕司のいかすバンド天国』に出場し「I LOVE YOU」を演奏したが、ワイプされチャレンジャー賞は逃す（当日はRABBITがキング在位2週目であり、「はなわか」が受賞）。
その後も原宿や渋谷での路上ライブを中心に活動し、地道に観客動員を伸ばし1989年には原宿ホコ天でNo.1の人気バンドに成長した。またエースコックのスーパーカップのCMにも登場し知名度も全国区になった。
その後インディーズレーベルである「キャプテンレコード」から2枚アルバムをリリースするも、所属事務所の倒産により活動休止を余儀なくされ日本青年館ワンマンライブを最後に活動休止に追い込まれる。だが後にVo.を変更し1991年にアポロン（バンダイ・ミュージックエンタテインメントの音楽レーベル）からメジャーデビューを果たす。その後の活動状況については不明だが、1992年ごろに解散したと見られる。

## メンバー

### 解散時のメンバー
- 安田みつたか - 2代目ヴォーカル
  - 解散後は「STRAY」のメンバーとして活動し1994年に東芝EMI（後のEMIミュージック・ジャパン）より再メジャーデビュー。1999年に音楽活動を引退し実家の家業を継いだが[2]、2013年にSTRAYを再結成している。
- 下川泰和 - ギター
  - 江戸川とは同じ劇団員。イエローダックのリーダー
  - 現在はPCの速度を競うオーバークロックという競技の第一人者として世界的に活動している
- 魚谷れれれ - ベース
  - 解散後は「恋愛信号」のメンバーとして活動し1995年にワーナーミュージック・ジャパンより再メジャーデビュー（2000年活動休止）。
- POM - ドラムス
  - 解散後に漫画家の二ノ宮知子と結婚[2]。

### 旧メンバー
- 江戸川みちお - 初代ヴォーカル
  - 下川とは同じ劇団員。メジャーデビュー前に脱退。

## ディスコグラフィ

### 参加作品
| 発売日        | タイトル            | 規格品番 | 曲順 | 楽曲       |
| ------------- | ------------------- | -------- | ---- | ---------- |
| 1998年6月21日 | いか天 ザ・50 Vol.2 | APCA-224 | M.10 | I LOVE YOU |

## 出演

### CM出演
- エースコック「スーパーカップ」（CMソングはザ・タイマーズのデイドリームビリーバーのカバー盤）